# Cyphon hofferi
Cyphon hofferi es una especie de coleóptero de la familia Scirtidae.

## Distribución geográfica
Habita en  Indonesia.